# Bourton-on-the-Hill
Bourton-on-the-Hill is een civil parish in het Engelse graafschap Gloucestershire.